# Pachistopelma rufonigrum
Pachistopelma rufonigrum é uma espécie de aranha pertencente à família Theraphosidae (tarântulas).